# Konrad Bielski
Konrad Bielski (ps. K.B., Tomasz Ptak; ur. 11 stycznia 1902 w Piatydniach na Wołyniu, zm. 25 czerwca 1970 w Lublinie) – poeta i prozaik.

## Życiorys
Pochodził z rodziny inteligenckiej. W 1919 zamieszkał w Lublinie. Ukończył prawo. W latach 1931–1939 pracował jako adwokat w Krasnymstawie. W okresie II wojny światowej przebywał w Kraśniku; po wojnie zamieszkał w Lublinie.
Był członkiem zespołu redakcyjnego Kameny i współzałożycielem lubelskich pism literackich Lucifer (1921-22) i Reflektor. Współtworzył grupę literacką, która zrzeszała się wokół Reflektora. Przyjaźnił się z Józefem Czechowiczem.

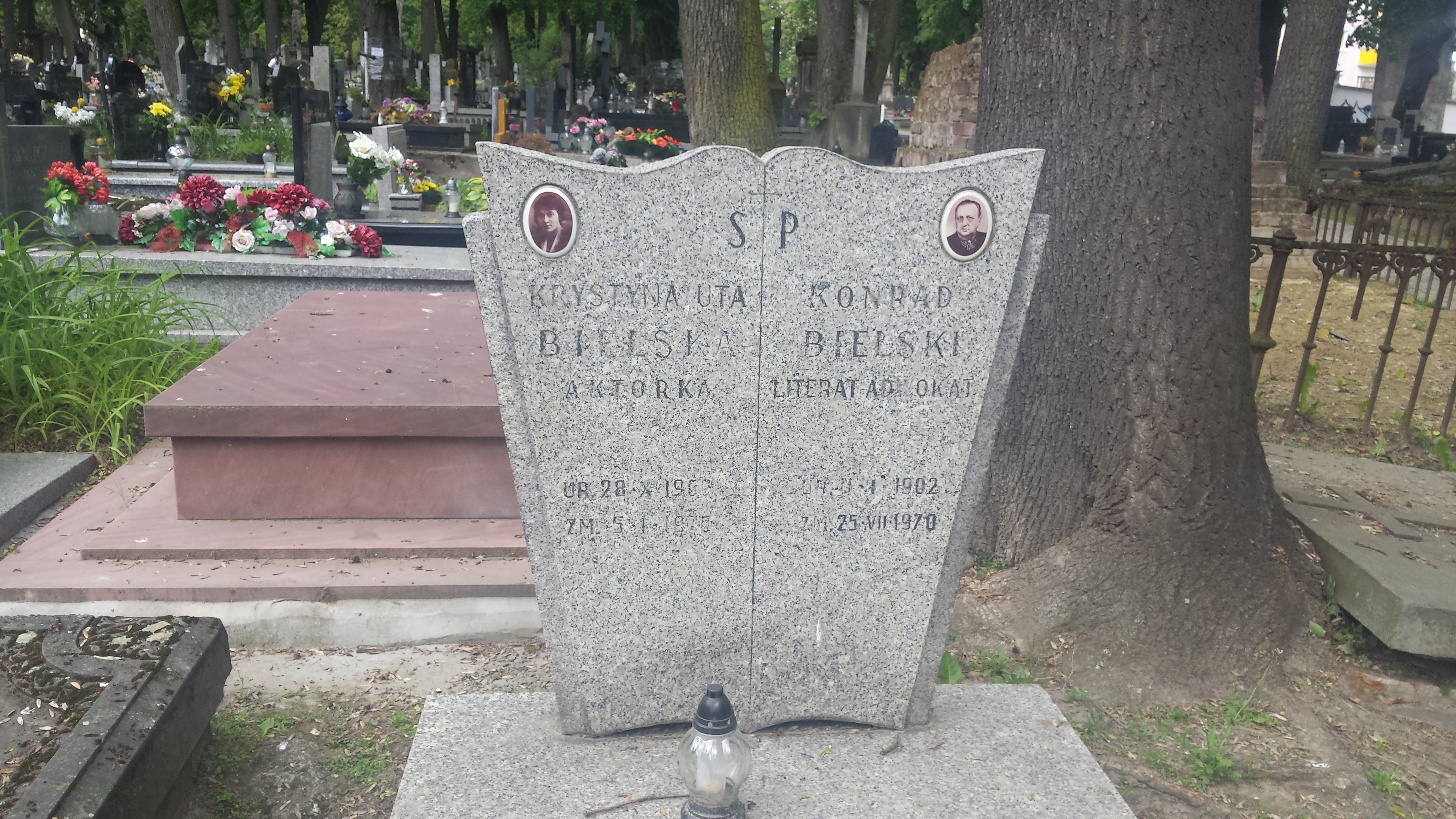
Grób Konrada Bielskiego na cmentarzu przy Lipowej

Bielski nie posiada wielkiego dorobku literackiego. Na jego poezję miały wpływ twórczość futurystów, wczesny Skamander i Nowa Sztuka. Jego wiersze zostały opublikowane w wydanym w 1967 roku tomiku Wczoraj i przed wczoraj. Bielski jest autorem gawędziarskich wspomnień o przedwojennym środowisku lubelskim. Są one zawarte w książkach Most nad czasem (1963), Spotkania z Kazimierzem (1965) oraz Tajemnica kawiarni „U Aktorów” (1966).